# Juan de Grijalva
Juan de Grijalva (1489? Cuéllar, Španělsko - 21. ledna 1527 Nikaragua) byl španělský conquistador. Patřil mezi první kdo objevil pobřeží dnešního Mexika a setkal se s vyslanci Aztéku, od kterých získal hojnost zlata.

## Výprava z Kuby k americkému pobřeží
V roce 1518 podnikl s Antónem de Alaminosem plavbu se 4 loděmi a 240 muži z Kuby k Yucatánu. Zprvu byl zanesen k ostrovu Cozumel, poté se vrátil k západnímu pobřeží Yucatánu, kde byl raněn při přistání. Při další plavbě se na pobřeží setkal s vyslanci Aztéku, od kterých získal velké množství zlata. Doplul až k zátoce nazvané San Juan de Ulloa a k ústí řeky Papuco, odtud se vrátil na Kubu. Grijalva objevil přibližně 1000 km pobřeží Střední Ameriky, hlavně Mexika. Jeho zprávy o bohatství byly přímou příčinou výpravy Hernána Cortése. V roce 1527 byl zabit Indiány v Nikaragui.

## Dílo
Deník z jeho výpravy vydal Icazbalecta v "Collección de docum. para la historia de Mexico." sv I. Mexico